# Amailloux
Amailloux è un comune francese di 863 abitanti situato nel dipartimento delle Deux-Sèvres nella regione della Nuova Aquitania. Si trova a circa 14 km (8,7 miglia) a nord-ovest della città di Parthenay.

## Società

### Evoluzione demografica
Abitanti censiti